# Kowelin
Kowelin (także covellin, dawniej używano także nazwy kawelin) – minerał z gromady siarczków. Rozpowszechniony, ale występujący w niewielkich ilościach.
Nazwa pochodzi od nazwiska włoskiego mineraloga, Nicoli Covelliego (1790–1829), który odkrył ten minerał w produktach ekshalacji Wezuwiusza.

## Charakterystyka

### Właściwości
Bardzo rzadko tworzy kryształy tabliczkowe lub płytkowe (sześcioboczne z wyraźnymi zbrużdżeniami). Jeszcze rzadsze są kryształy izometryczne. Występuje w skupieniach ziarnistych, zbitych, skorupowych i sferolitycznych. Jest bardzo miękki (można go zarysować nawet paznokciem), giętki (nie łamie się przy zginaniu), nieprzezroczysty. Wykazuje wyraźną iryzację (fioletowe lub czerwone refleksy). Często zawiera domieszki żelaza, srebra, ołowiu, selenu.

### Występowanie
Minerał wtórny procesów hydrotermalnych, hipergenicznych. Niekiedy stanowi produkt ekshalacji wulkanicznych (fumarola). Występuje w towarzystwie chalkozynu, bornitu, pirytu, enargitu, chalkopirytu. Tworzy naloty na minerałach zawierających miedź. 
Miejsca występowania:
- Na świecie: Chile, USA, Boliwia, Peru, Włochy, Rumunia, Serbia, Niemcy (Schwarzwald), Austria (w okolicach Salzburga), Nowa Zelandia (wyspa Kawau).

- W Polsce: spotykany bywa w Górach Świętokrzyskich i na Dolnym Śląsku (w złożach miedzi w rejonie Lubina).

### Zastosowanie
- ważna ruda miedzi (ponad 66% Cu),
- atrakcyjny i poszukiwany kamień kolekcjonerski (odmiany wykazujące iryzację),
- czasami wykorzystywany jako kamień ozdobny.